# 下底提督府
下底提督府，位于中国广东省汕头市潮阳区关埠镇下底村，现为潮阳区文物保护单位，类型为古建筑，公布时间为1997年4月9日。
下底提督府的历史年代为清代。